# Bror Petrén
Bror August Petrén (i riksdagen kallad Petrén i Kristianstad, Petrén i Stockholm eller Petrén i Ystad), född 26 augusti 1870 i Halmstads församling, Malmöhus län, död 27 juni 1938 i Skellefteå, var en svensk jurist och politiker (liberal). Han var son till kyrkoherden Carl Daniel Edvard Petrén, bror till Thure, Edvard, Alfred, Karl, Jakob, Gustaf, Viktor och Louise, far till Sture Petrén och Folke Petrén samt farfar till Ann Petrén.
Bror Petrén tog hovrättsexamen vid Lunds universitet 1892 och gjorde därefter domstolskarriär. Han var hovrättsråd vid hovrätten över Skåne och Blekinge 1909–1915 och häradshövding i Vemmenhögs, Ljunits och Herrestads domsaga 1915–1937. Han var också konsultativt statsråd i Karl Staaffs andra regering 1911–1914 samt i Nils Edéns regering 1917–1920
Han var riksdagsledamot 1908–1925 med vissa uppehåll. År 1908–1911 satt han i andra kammaren för Kristianstads stads valkrets och därefter i första kammaren från 1912 till nyvalet 1914 för Kristianstads läns valkrets. Vid urtima riksmötet 1914 satt han i andra kammaren för Kristianstads läns sydöstra valkrets. Lagtima riksmötena 1918–1919 representerade han Malmöhus läns valkrets i första kammaren, varefter han övergick till Kristianstads läns valkrets i samma kammare från urtima riksmötet 1919 till 1920. Slutligen satt han i första kammaren för Blekinge läns och Kristianstads läns valkrets 1922–1925. 
I riksdagen betecknade han sig som vänstervilde vid 1908 års riksmöte, men han anslöt sig därefter till Liberala samlingspartiet som var Frisinnade landsföreningens riksdagsparti. Efter den liberala partisplittringen hösten 1923 anslöt han sig från 1924 till Sveriges liberala parti och dess riksdagsgrupp Liberala riksdagspartiet.
Bror Petrén var i riksdagen bland annat ordförande för 1910 års femte tillfälliga utskott och ordförande i andra lagutskottet 1922–1925. Han var också ordförande för liberala riksdagspartiets förstakammargrupp 1924–1925. I riksdagen engagerade han sig bland annat för adlandets avskaffande och för satsningar på tekniska yrkesskolor.
Bror Petrén är begravd på Gamla begravningsplatsen i Kristianstad.